# Idylle
Pour les articles homonymes, voir Idylle (homonymie).

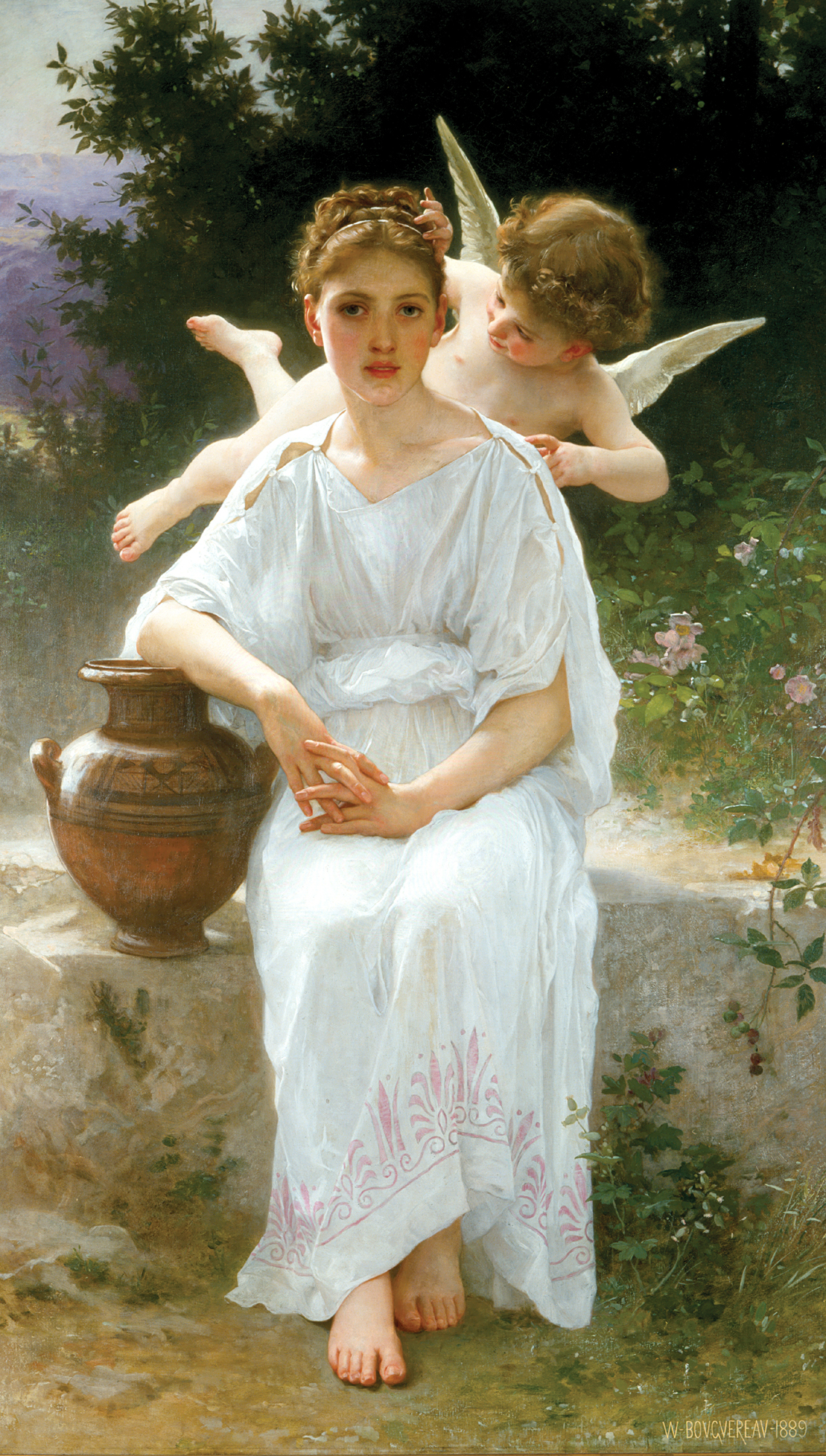
Les murmures de l'Amour, peinture allégorique de William Bouguereau, XIXe siècle.

Une idylle (du grec ancien εἰδύλλιον / eidúllion, littéralement « petit poème », de εἶδος / eĩdos, « forme ») est, à l'origine, un genre poétique de l’Antiquité grecque. Il s’agit de poèmes inspirés par la poésie pastorale de Théocrite, considéré comme le fondateur du genre. De forme courte et d’inspiration bucolique, proche de l’églogue, l'idylle porte sur la vie rustique ou les amours des bergers. Néanmoins, il peut également porter sur d'autres sujets : certaines Idylles de Théocrite sont ainsi des chants de louange en l’honneur de souverains. Le genre a été popularisé par les auteurs latins, qui lui ont donné son nom : Ausone, Calpurnius, Virgile ou encore Catulle.

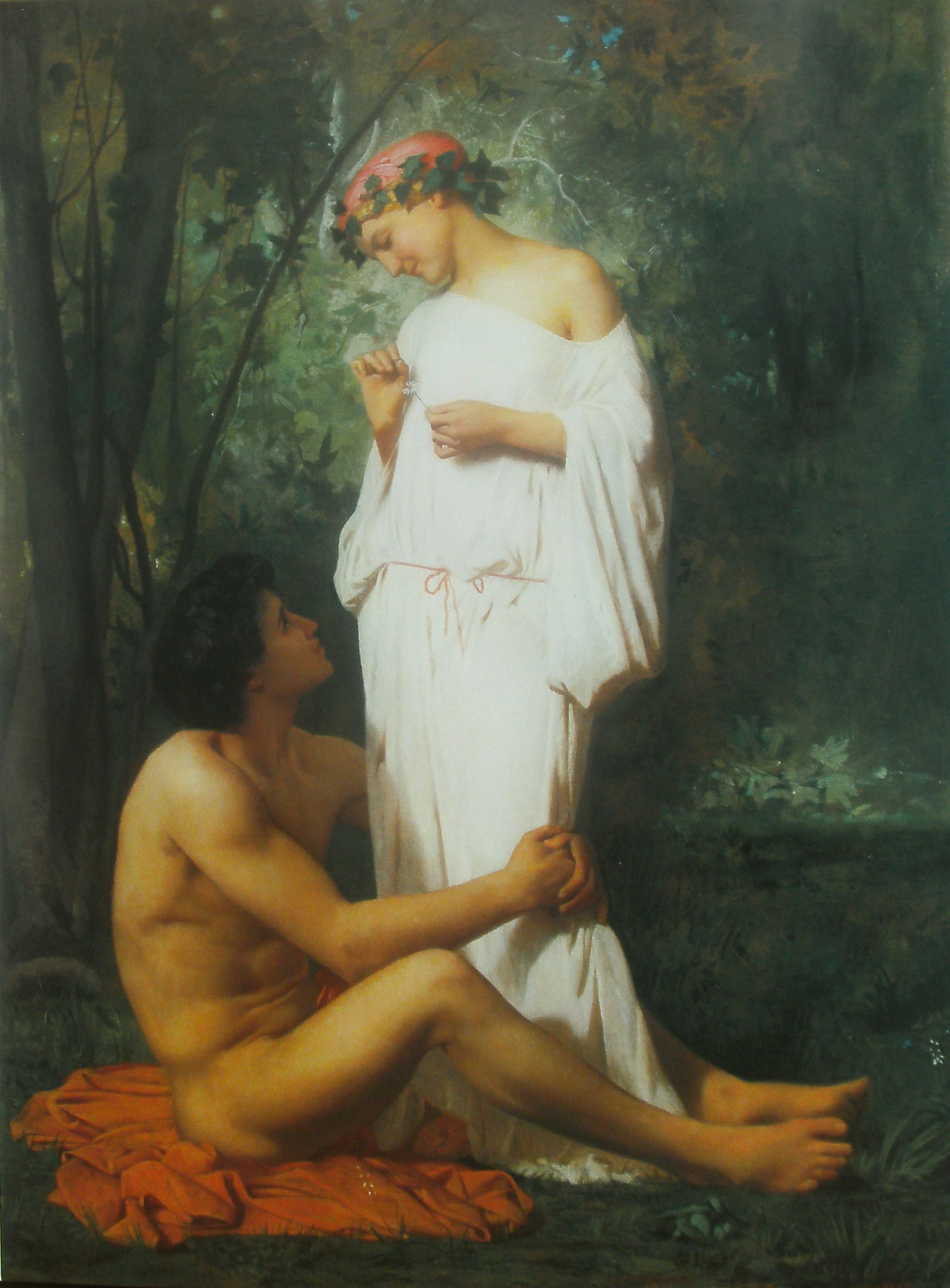
Idylle, William Bouguereau, 1852.

Par extension, après l'Antiquité gréco-romaine, une idylle est une œuvre contemplative d'inspiration bucolique, que ce soit en littérature, en peinture ou en musique. Marc-Antoine Charpentier compose vers 1686 une Idylle sur le retour de la santé du Roi H.489, Desmarest compose en 1682 une Idylle sur la naissance du duc de Bourgogne. Les  romans champêtres de George Sand (La Mare au diable ou Les Maîtres sonneurs, par exemple) sont des idylles, ainsi que les Idylles du roi d'Alfred Tennyson, composées au sujet du roi Arthur. La peinture des idylles s'est développée au XVIIIe siècle après le rococo.
Le terme est passé dans le langage courant, une idylle désignant un amour tendre et naïf vécu affectivement par deux êtres dans la fraîcheur d’un sentiment idéalisé.